# Коре (супутник)
Коре (грец.ΙΚόρη) (англ. Kore — нерегулярний супутник Юпітера, відомий також під назвою 'Юпітер XXXII'.

## Відкриття
Відкритий у 2003 році Скоттом С. Шепардом  (англ. Scott S. Shepard) і групою науковців з Гавайського університету, отримав назву S/2003 J 14.
У 2005 році став офіційно називатися 'Коре' — за іменем персонажа давньогрецької міфології. Коре — друге ім'я богині Персефони, дочки Зевса (в римській міфології — Юпітера) і Деметри.

## Орбіта
Супутник обертається навколо Юпітера на відстані приблизно  24 543  Мм.  Сидеричний період обертання — 779,2  земних діб.  Орбіта має ексцентриситет ~0,325.
Супутник належить до Групи Пасіфе, в якій нерегулярні супутники обертаються на відстані від 22,8 до 24,1 Гм від Юпітера, нахил орбіти приблизно від 144,5 до 158,3 градусів.

## Фізичні характеристики
Супутник має приблизно 2 кілометри в діаметрі, альбедо — 0,04. Оцінкова густина — 2,6 г/см³.